# 영어 위키백과
영어 위키백과(영어: English Wikipedia)는 영어로 운영되는 위키백과 언어판으로, 2001년 1월 15일에 시작되었다. 2025년 8월 11일 기준으로 7,037,736개의 문서가 있다. 위키백과의 언어판 중에서 가장 문서 수가 많다. 기호는 en이다.
1911년에 발매된 브리태니커 백과사전 제11판이 퍼블릭 도메인으로 사용 가능하기 때문에 많은 문서들을 시작하는 데 있어 다른 언어의 위키백과에 비해 유리한 편이다. 영어 위키백과에서는 영국 영어와 미국 영어 중 어떤 형식의 영어를 사용할 것인가에 대한 논란이 있어 왔다. 보통 미국 관련 문서에는 미국식 영어가, 영국 관련 문서에는 영국식 영어가 쓰이고 있다. 만약 영국도 미국도 관련되지 않았다면, 미국식 영어가 쓰인다. 한편, 영어의 기초적인 단어만을 사용한 쉬운 영어 위키백과가 별개로 존재하기도 한다.

## 역사

국가별 가장 많이 사용되는 위키백과

2001년 1월 15일, 위키백과 가운데 가장 처음 만들어졌고 문서의 개수가 가장 많다.
2012년 1월 18일 5시부터 19일 5시(UTC)까지 미국 의회의 온라인 저작권 침해 금지 법안과 지식재산권 보호 법안에 반대하는 의미로 서비스를 중단하기도 하였다.
2015년 11월 1일, 문서 수가 500만개를 돌파하였고, 2020년 1월 24일 600만개의 문서 수를 달성시켰던 것으로 보인다.

## 특징

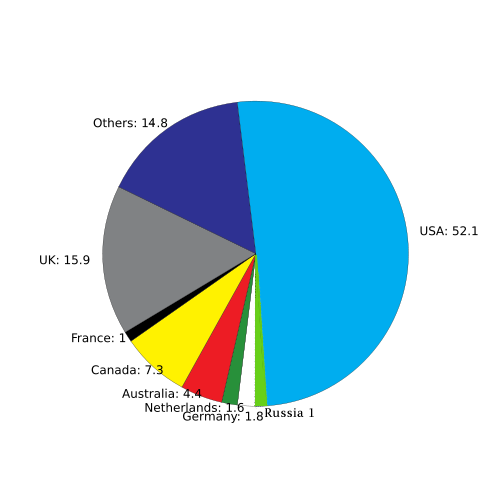
국가별 영어 위키백과 편집자 비율 (2017년 12월 기준)

최초로 개설된 위키백과이며, 창립자 지미 웨일스는 영어 위키백과 초기 주도적인 활동으로 위키백과에서의 정책과 규칙의 정립에 많은 영향을 주었다. 이후 지미 웨일스의 역할은 중재위원회로 넘겨졌다. 영어 위키백과는 전 세계 영어 사용 인구가 상당히 많고 비영어권 국가에서도 제1, 2외국어로 삼는 경우가 많기 때문에 가장 많은 사용자들이 이용하고 있으며 문서의 양도 가장 많다. 각종 정책과 알찬 글 제도, 뉴스지의 설립 등 여러 내용들이 다른 언어 위키백과에 많은 영향을 주었다.
현재 미국법상 기준에 따른 공정 이용이 제한적으로 허용되고 있으며 준거법은 미국의 플로리다 주법을 기준으로 하고 있다. 또한 IP 사용자와 신규 사용자의 신규 문서 작성은 한국어 위키백과나 일본어 위키백과 등 일부 언어판 위키백과와 달리 원칙적으로 자동 차단되어 있는 것으로 보이고 있으며, 이는 악의적인 편집을 사전에 방지시킨 것으로 보인다.

## 비판
미국 펜 스테이트 대학 마르시아 디스타소 교수의 연구에 따르면 기업을 다루는 문서의 60%는 잘못된 사실을 담고 있다고 한다.

## 같이 보기
- 쉬운 영어 위키백과